# Cascos Blancos (documental)
Cascos Blancos es una película documental mediometraje del Reino Unido que se estrenó el 16 de septiembre de 2016. La obra muestra las dificultades y riesgos que según el film corren tres voluntarios sirios para salvar las vidas de las personas que, al igual que ellos y sus familiares, sufren la Guerra civil siria. Su presentación tuvo lugar en el Festival de Cine de Telluride y se estrenó en el Festival Internacional de Cine de Toronto (TIFF) a nivel internacional.

## Argumento
Los Cascos Blancos se presentan como un grupo de salvamento en Siria compuesto por civiles cuyo lema es "Salvar una vida es salvar a toda la humanidad". De acuerdo a la organización, su objetivo es ayudar en la medida de lo posible a la población de su país, que se encuentra sumida una guerra que arrasa todo el territorio.
El documental está ambientado en Alepo (Siria) y en Turquía a principios de 2016, y muestra cómo tres miembros de los Cascos blancos son los primeros en llegar a numerosos sitios cuando se da un bombardeo. De acuerdo con las imágenes, los tres hombres arriesgan sus vidas para salvar a los ciudadanos perdidos, heridos o enterrados entre los escombros de la ciudad. Así, cada vez que escuchan el sonido de un avión militar ─que ya identifican perfectamente, incluso los más pequeños─ los protagonistas salen a cumplir sus funciones. Según el documental, su modo de acción es el siguiente: esperan a que primero caiga la bomba para saber a dónde ir y durante el trayecto se guían por el humo y el polvo que levanta la explosión. Consigo llevan varias camillas, tanques de oxígeno, una manguera y un equipo que les permite oír el llamado de ayuda de la gente que se encuentra entre los escombros. Esas son sus herramientas y, por llevar como protección un casco blanco, tomaron dicho nombre.

## Reparto
- Khalid Farah
- Mohammed Farah
- Abu Omar
- Raed Saleh

## Análisis técnico
El mediometraje muestra un ritmo ágil en líneas generales durante los 40 minutos, ya que sigue muy de cerca la acción de los diferentes voluntarios de los Cascos Blancos. Este ritmo frenético se alterna con imágenes en las que el ritmo se hace disminuye pero sin reducir su tensión, con pausas necesarias especialmente cuando los Cascos Blancos están a la espera de recibir noticias de familiares cercanos.

## Premios
Premios Óscar
| Año  | Categoría                     | Resultado |
| ---- | ----------------------------- | --------- |
| 2016 | Mejor Cortometraje Documental | Ganador   |

El documental Cascos Blancos ganó en 2016 el Óscar al Mejor Cortometraje Documental. Sin embargo, los Cascos Blancos expusieron que no asistirían a la ceremonia de la entrega de los Óscar “debido a que su pasaporte fue cancelado por el régimen sirio, a pesar de tener expedida una visa de Estados Unidos para asistir específicamente a la ceremonia”.
Posteriormente el camarógrafo y voluntario de la Defensa Civil de Siria, Khaled Khatib, agradeció a través de su cuenta de Twitter que el documental Cascos Blancos ganara el Óscar a Mejor Documental 2017 con las siguientes palabras: “El mundo está con los Cascos Blancos. Ovación de pie en los Óscar. Ganamos. Gracias a todos por su apoyo. #Óscar”.
Premio Nobel de la Paz
Los Cascos Blancos fueron nominados al Premio Nobel de la Paz en 2016, pero finalmente este se lo llevó el presidente colombiano Juan Manuel Santos "Por sus grandes esfuerzos por tratar de finalizar la guerra civil de más de 50 años en Colombia".

## Polémica
La polémica en torno a los Cascos Blancos y su documental surge después de que sus contrarios despertaron sospechas debido a:
- Se cree que escenifican rescates en los vídeos que publican en las redes sociales y que luego son difundidos por los medios. Para ello, se basan en un vídeo del rescate de un hombre herido entre escombros, en el que posteriormente sus autores, la Oficina Mediática de las Fuerzas Revolucionarias de Siria, reconocieron que se trataba de una simulación.[9] De hecho, Scott Ritter, quien fue inspector de armas de la ONU, dice que: "En mi opinión, los vídeos son puro teatro, realizados para impresionar a una audiencia no precavida o efectuados con total desprecio para la vida y la seguridad de una víctima real”.[10]
- Autores de vídeos en los que aparecen los Cascos Blancos han afirmado que estos actúan de la mano de Al Qaeda, grupo del que Al Nusra apenas se desprendió nominalmente.
- Los Cascos Blancos fueron creados en 2013 por un exoficial del ejército británico, James Le Mesurier, que actualmente es oficial en funciones de la Inteligencia británica vinculado con Olive Group y Academi.[11][12]

## Recepción y críticas
Recepción
Tras su positiva recepción en la plataforma de Netflix, en diciembre de 2016 se anunció que George Clooney adaptará al cine el documental de los Cascos Blancos en Siria. Aunque, cabe destacar que los Cascos Blancos ya eran seguidos en muchos países antes del lanzamiento de su documental. Comenzaron a ser mundialmente conocidos, primero en 2014, cuando se viralizó la grabación del rescate de un bebé de entre los escombros, y posteriormente cuando consiguieron salvar la vida del pequeño Omran Daqneesh, después conocido como 'el niño de la ambulancia'.
Críticas
"Es implacable y también un increíble trabajo de edición, ya que el metraje sin narración da un sentido visceral del trauma generalizado. Sigues a los rescatadores sin necesidad de hacer preguntas. Puedes ver la necesidad de lo que están haciendo y las terribles circunstancias en las que lo hacen. El ritmo de las imágenes es vertiginoso, la acción caótica y, sin embargo, el mensaje claro. Contar una historia en estas circunstancias no sólo es impresionante sino importante. Todo el mundo aquí está arriesgando sus vidas para transmitirla." Julia Raeside: The Guardian.
"El señor Von Einsiedel está convencido de que sus protagonistas son 'verdaderos héroes'. Los espectadores acabarán convencidos de lo mismo." John Anderson: The Wall Street Journal.